# Tiscali telekomunikace Česká republika
Tiscali telekomunikace Česká republika a.s. byla česká společnost, jež poskytovala pevné hlasové služby a internetové připojení ADSL. 100% vlastníkem byla společnost Tiscali media Czech Republic a.s. se sídlem v Praze. Původní společnost vznikla v Itálii jako společnost  Tiscali nuovo Mercato Milano s.p. v roce 1981. Společnost byla provozovatelem českého portálu tiscali.cz.